# Заструги
Заструги (ед.ч. Заструг или Заструга) са неподвижни, удължени по вятъра тесни и твърди гребени от сняг, формирали се по пътя на дефлацията на ледени, фирнови или снежни частици. Дължината им варира от няколко сантиметра до няколко метра (по често 1,3 – 1,5 m). Те имат стръмни наветрени и полегати подветрени склонове. Застругите да не се бъркат със снежните преспи, които са подвижни, а застругите са неподвижни.
Терминът има и друго значение, което представлява натрупване на наноси по бреговете на река под формата на крайбрежни дюни, като последните нарастват и преминават в пясъчни коси.